# 연호 침몰 사고
연호 침몰 사고(燕號浸沒事故)는 1963년 1월 18일 해남군 연호리를 출항하여 목포로 향하던 명진합명회사 소속 여객선 연호가 전라남도 영암군 가지도 앞 해역에서 강풍으로 전복된 사건이다.
이 사고로 140명이 사망하였다.

## 사고 경위
여객선 연호는 전라남도 목포시와 해남군 황산면 연호리간을 운행하는 84마력, 34.5톤급의 정기 여객선으로, 정원은 선원 8명을 포함하여 86명이며, 선령은 21년이었다.
보도에 의하면, 1963년 1월 18일 오전 8시 연호리를 출발한 연호는 낮 12시경 영암군 삼호면 가지도 앞 해상에서 돌풍을 만나 선체가 기울어지면서 침몰하였다. 생존자와 부근을 운행하던 여객선 용당호 관계자의 목격에 의하면, 강풍에 배가 기울어지자 선실까지 물결이 들어왔고, 갑판에 있던 몇 사람은 뛰어 내리고 나머지 사람들은 선실에 갇힌 채 5분내에 침몰하였다고 하였다.
이 사고로 생존자 1명을 제외한 140명 전원이 사망했다.

## 수색 및 사고 처리
당시 파도는 3m였다. 목포서에서는 구조정과 민간 선박 2척을 출동시켰으며, 오후 2시까지 8구의 시신을 인양하였다. 사고 현장에서 5백 미터 거리의 허사도에 생존자 1명이 표착하여 경비정에 의해 구조되었다.
치안국장은 교통부해운당국이 사고의 원인인 정원 초과에 책임이 있으며, 현지해운관계자들에 형사적 책임을 철저히 따지겠다고 하였다. 또한 버스 정원제를 철저히 지키겠다고 하였다.
침몰된 선체는 1월 21일 음파탐지기에 의해 발견되었고, 구정인 1월 26일 인양되었다.

## 원인 분석 및 논란
사고 당일, 설날을 앞두고 승객의 정원을 초과해 과다 승객 141명과 곡물류 150가마 이상을 실었고, 폭풍주의보가 발효된 악천후 속에서 항해하다가 목포항을 20분 남겨두고 극심한 북서돌풍과 동방향의 횡파로 본선을 강타당해 선체가 완전히 침몰했다.
1월 19일의 기자회견에서 교통부장관은 배의 침몰된 것은 두 차례 불아닥친 돌풍으로 45도 이상 기울어졌기 때문이라고 설명하였다. 치안국에서는 선체의 부식이 심하였음을 지적하였다.
사망자 수는 초기에는 선원 7명을 포함하여 119명으로 보도되었다.